# Astragalus obtusifoliolus
Astragalus obtusifoliolus là một loài thực vật có hoa trong họ Đậu. Loài này được (S.B. Ho) Podl. & L.R.Xu mô tả khoa học đầu tiên năm 2001.